# Karana jutka
Karana jutka är en fjärilsart som beskrevs av Márton Hreblay och Ronkay 1998. Karana jutka ingår i släktet Karana och familjen nattflyn. Inga underarter finns listade i Catalogue of Life.